# DNA結合タンパク質

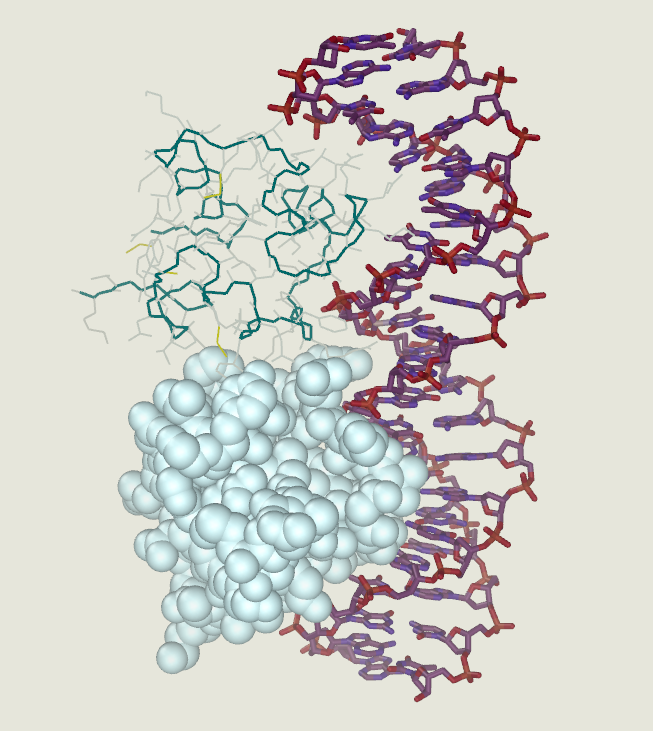
DNA-Croタンパク質複合体

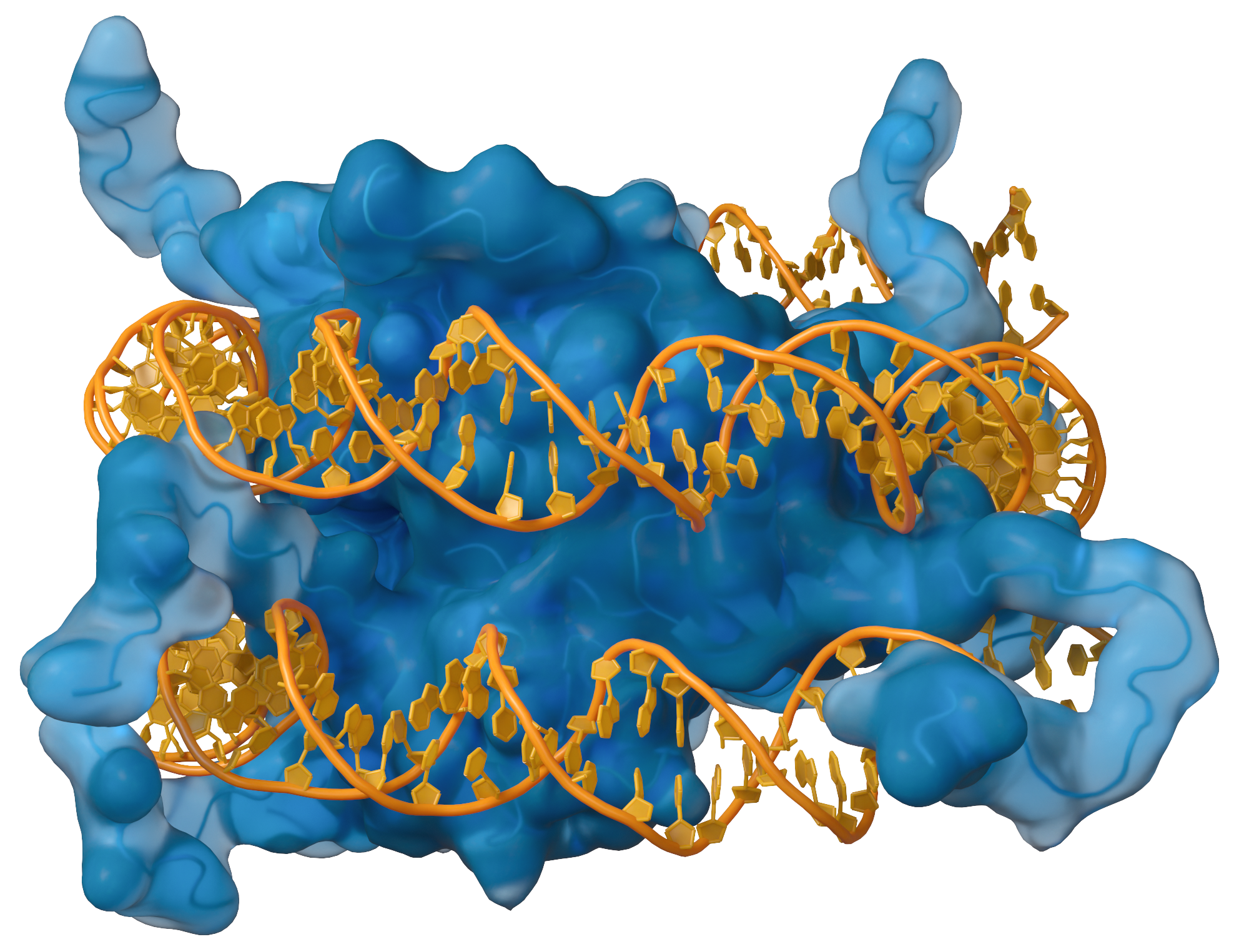
DNA（オレンジ）とヒストン （青）の相互作用。ヒストンの塩基性アミノ酸がDNAの酸性リン酸基に結合する。

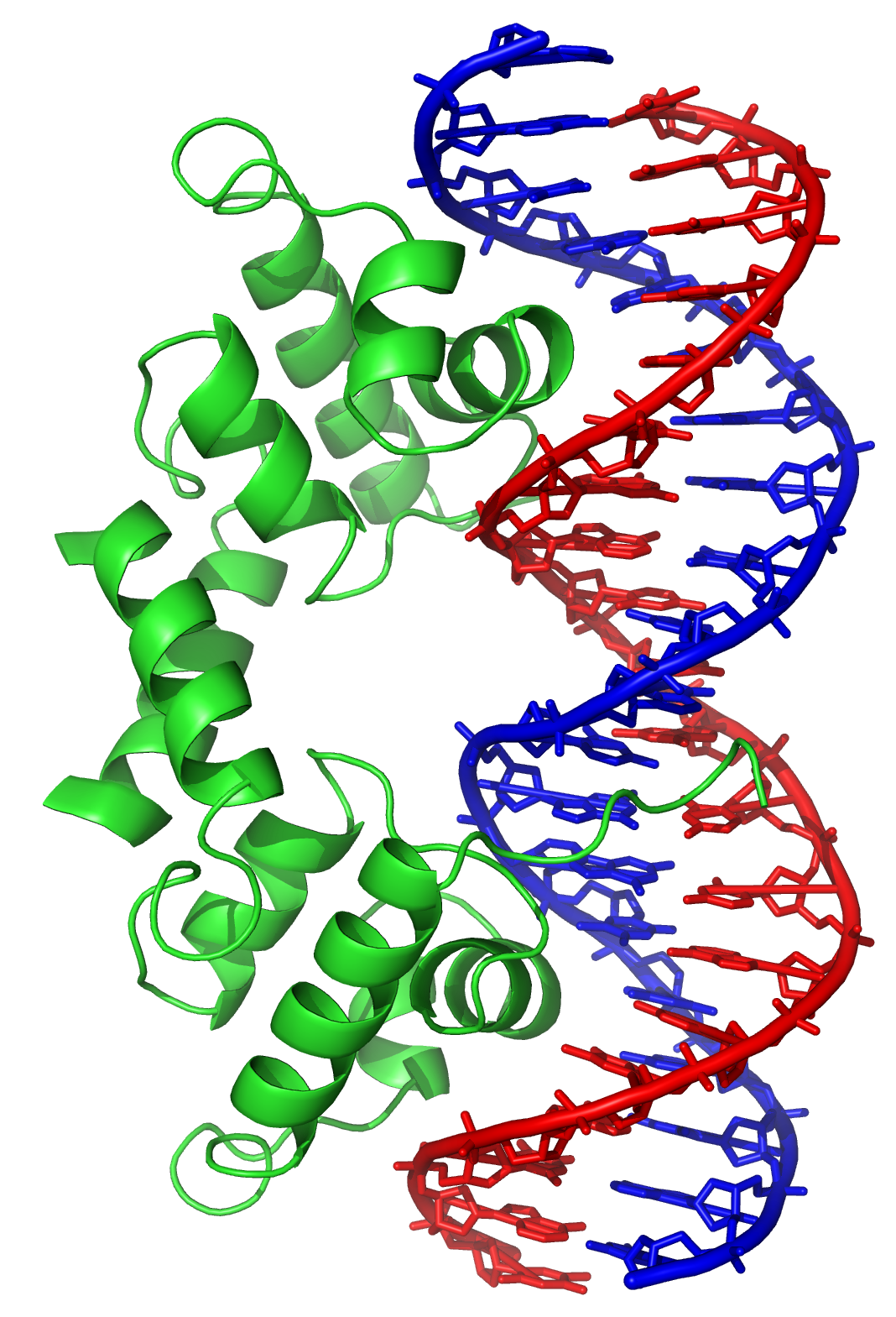
ラムダリプレッサーヘリックスターンヘリックス転写因子は標的DNAに結合する。

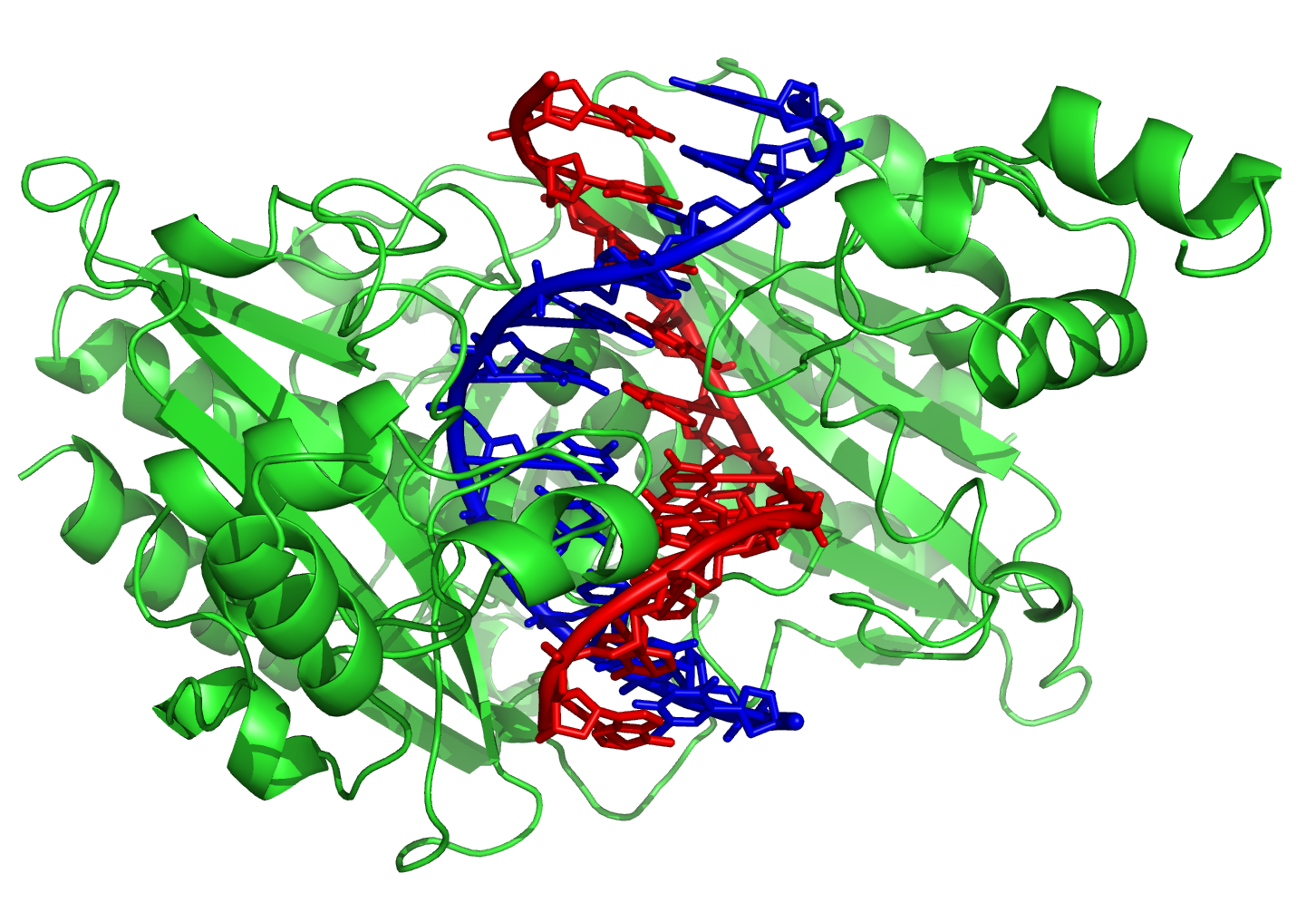
制限酵素 EcoRV （緑色）と基質DNAの複合体

DNA結合タンパク質とはDNA結合ドメインを有するタンパク質である。従って、一本鎖または二本鎖DNAに対して特異的または非特異的な親和性を有する  。配列特異的DNA結合タンパク質は一般に、塩基対を識別する官能基が比較的多いB-DNAの主溝と相互作用する。一方で、ネトロプシン  、ジスタマイシン、ヘキスト33258 、 ペンタミジン 、 DAPIなどのDNA副溝結合リガンドもいくつか知られている。 

## 概要
タンパク質とDNAの相互作用は、タンパク質がDNAに結合する際に発生し、多くの場合、 DNAの生物学的機能、通常は遺伝子発現を調節する。転写因子はDNAモチーフおよびヒストンに結合することにより遺伝子発現を活性化または抑制する。また、ウラシルDNAグリコシラーゼなどのDNA修復を担うタンパク質は密接に相互作用する。 
一般的に、タンパク質は主溝でDNAに結合するが、例外もある。DNA結合タンパク質は標的部位を認識するために、結合後に急速に再結合して自身の方向を修正する。 

## 生物工学

### 設計
特定のDNA部位に結合するDNA結合タンパク質の人工的な設計は、バイオテクノロジーの重要な目標の一つである。これまで設計された配列特異性DNA結合タンパク質にはジンクフィンガータンパク質があり、ジンクフィンガーヌクレアーゼとして利用されている。また、Xanthomonas細菌が様々な植物種に感染したときにIII型分泌システムを介して分泌される天然タンパク質に基づいて転写活性化因子様エフェクターヌクレアーゼ （TALEN）が作成された。 

### 検出方法
DNA-タンパク質相互作用の検出方法には多くのin vitroおよびin vivo技術があり、現在使用されている方法の一部を以下に示す。 
- 電気泳動移動度シフトアッセイは広範なサンプルに対して利用できる。
- DNaseフットプリントアッセイは、DNAへ結合するためのタンパク質の結合部位を特定できる。
- クロマチン免疫沈降は、既知の転写因子に結合するDNA断片の配列を特定するために使用される。この手法は、ハイスループットDNAシーケンシングと組み合わせた場合はChIP-Seqと呼ばれ、 マイクロアレイと組み合わせた場合はChIP-chipと呼ばれる。
- 酵母ワンハイブリッドシステム （Yeast one-hybrid System：Y1H）と細菌ワンハイブリッドシステム（Bacterial one-hybrid system ：B1H）は、特定のDNA断片に結合するタンパク質を特定するために使用される。
- タンパク質とDNAの相互作用を非常に詳細に画像化するために、 X線結晶構造解析を使用した構造決定がされている。

### 相互作用の操作
タンパク質とDNAの相互作用は、緩衝液のイオン強度、高分子の混雑、温度、pH、電場などの刺激を与えることで調節することができる。これにより、タンパク質-DNA複合体の可逆的な解離/結合を得ることができる 。 

## 例
DNA結合タンパク質には、転写プロセスを調節するための転写因子、ポリメラーゼ、ヌクレアーゼ 、ヒストンなどがある。DNA結合タンパク質は、核酸への結合を促進するジンクフィンガー、ヘリックスターンヘリックス、ロイシンジッパーなどのドメインを有する場合がある。転写活性化因子用エフェクターのような珍しい例もある。 

### 非特異的DNA結合タンパク質
非特異的なDNAタンパク質相互作用のよく知られた例として、DNA結合性の構造タンパク質がある。染色体内では、DNAは構造タンパク質との複合体によって、クロマチンと呼ばれるコンパクトな構造で保持されている。真核生物では、この構造にはヒストンと呼ばれる塩基性DNA結合タンパク質が含まれている。原核生物では、複数のタンパク質が関与している 。ヒストンは、ヌクレオソームと呼ばれる円盤状の複合体を、ヒストンの塩基性残基がDNAの酸性糖リン酸骨格にイオン結合することによって形成する。したがって、塩基配列にはほとんど依存しない。ヒストンの塩基性アミノ酸残基はメチル化、リン酸化、あるいはアセチル化で化学修飾されることが可能である。これらの化学変化は、DNAとヒストン間の相互作用の強さを変化させ、DNAを転写因子に結合可能にし、転写率を大きくあるいは小さく変化させる 。クロマチンの他の非特異的DNA結合タンパク質には、屈曲または歪んだDNAに結合する高移動度タンパク質（high-mobility group：HMG）タンパク質がある。このHMGタンパク質はDNAに結合して屈曲・ループさせることによりその機能を果たす 。ヌクレオソームの配列を曲げて染色体を形成させるのに重要である。 

### 一本鎖DNA特異性タンパク質
DNA結合タンパク質のグループには一本鎖DNA特異性DNA結合タンパク質がある。ヒトでは、複製タンパク質Aはこのファミリーの最もよく理解されているメンバーであり、DNA複製、組換え、DNA修復など、二重らせんが分離されるプロセスで使用されている。これらの結合タンパク質の役割は、一本鎖DNAを安定化し、ステムループ形成の防止またはヌクレアーゼによる分解からの保護であると予測されている。

### 配列特異的DNA結合タンパク質
対照的に、その他のタンパク質は特定のDNA配列に結合するように進化した。このうち、最も集中的に研究されているのが多種多様な転写因子である。各種転写因子は、特定のDNA配列のセットに結合し、その配列を有する遺伝子の転写を活性化または阻害する。このプロセスには2通りあり、第一の方法は、直接または他の調節タンパク質を介してRNAポリメラーゼに結合し、そのポリメラーゼがプロモーターに配置されることで転写を開始させる。あるいは第二の方法として、転写因子は、ヒストンを修飾する酵素にプロモーターで結合する。これにより、DNAのポリメラーゼへの結合の容易さが変わる。 
転写因子は標的DNAをゲノム全体から取ることが可能であり、ある種の転写因子の活性の変化は何千もの遺伝子に影響を与える可能性がある。したがって、このようなタンパク質は多くの場合、環境の変化または細胞の分化と発達に対する応答を制御するためのシグナル伝達プロセスにおいて調節を受ける。これらの転写因子のDNAとの特異性は、タンパク質がDNA塩基の末端に複数の相互作用をすることによりもたらされ、この相互作用のほとんどは、塩基に対して最もアクセスしやすい主溝で行われる。配列特異性を考慮したタンパク質-DNA結合、および異なるタイプのタンパク質の競合的および協調的結合の数学的記述は通常、 格子モデルによって行われている。ポストゲノム時代の豊富な配列データの活用による、DNA配列の結合特異性を特定する計算方法が提案されている。 